# Дирариты
Дирариты (араб. الضرارية‎) — вымершая исламская секта мутакаллимов, последователи Дирара ибн Амра и Хафса аль-Фарда, которые сошлись в идее «опустошения» (та’тиль) и что Аллаху известен кадир, то есть что ему не присущи джахль и аджиз, и что никому не известна его сущность, кроме как ему самому, и что внутри мусульманина скрыто шестое чувство, данное ему, чтобы узреть Аллаха во время киямата в случае попадания в джаннат. В отличие от рафидитов, они верят, что худжат Аллаха после смерти пророка — иджма уммы, никак иначе. В отличие от суннитов они не считают обязательным, чтобы имамат был за курайшитом и хашимитом.